# Cubocephalus molaris
Cubocephalus molaris är en stekelart som beskrevs av Henry Keith Townes, Jr. och Gupta 1962. Cubocephalus molaris ingår i släktet Cubocephalus och familjen brokparasitsteklar. Inga underarter finns listade i Catalogue of Life.